# 10月6日
10月6日是阳历一年中的第279天（闰年第280天），离全年的结束还有86天。

## 大事记

### 19世紀以前
- 23年：發起武裝起義的綠林軍攻入長安之際，新朝皇帝王莽在混亂中遭到商人刺殺身亡。
- 618年：唐朝開國戰爭：王世充的軍隊在邙山之戰中擊敗李密的軍隊，使王世充得以鞏固權力，並很快廢黜了中國的隋朝。
- 1142年：秦桧任南宋太师、魏公。
- 1470年：英国玫瑰战争期间，国王亨利六世在被囚禁于伦敦塔多年之后，获释出狱。
- 1683年：第一位去美洲的德国定居者抵达宾夕法尼亚州的费城。
- 1799年：法國將軍紀堯姆·布律納率領的軍隊在卡斯特里克姆戰役決定性的擊敗英俄聯軍，英俄對荷蘭的入侵宣告失敗。

### 19世紀
- 1860年：英法聯軍第二次鴉片戰爭間攻抵北京德勝門、安定門等處。
- 1866年：清政府批准筹设天津机器局。
- 1898年：中国同德国签订《胶澳潮平合同》及《胶澳边界合同》，作为履行中德《胶澳租界条约》的具体约章。

### 20世紀
- 1905年：瑞士设立中央银行。
- 1908年：克里特岛宣布脱离奥斯曼帝国，并入希腊，奥匈帝國吞併原為奧斯曼帝國的波士尼亞及赫塞哥維納兩省。
- 1910年：希臘議會選舉埃萊夫塞里奧斯·韋尼澤洛斯擔任希臘首相，之後他七度擔任該職位。
- 1913年：袁世凯以军警数千人冒充“公民团”包围议会，强迫选举其本人为正式总统，黎元洪为副总统。
- 1913年：中、英兩國在印度西姆拉会商西藏问题。
- 1914年：日军侵占济南，胶济全线为日军所占。
- 1925年：蒋介石任广州军政府东征军军总指挥，开始第二次东征。
- 1927年：第一部有声电影《爵士乐歌星》开拍。
- 1928年：蒋介石就任中华民国國民政府主席。
- 1930年：中原大战：閻锡山为首的北平国民政府垮台。
- 1937年：美国国务院谴责日本侵华行为。
- 1945年：中華民國國民政府收復台湾的工作开始，首批國民革命军52師从福建省出发赴台。
- 1949年——中华人民共和国与朝鲜民主主义人民共和国建交[1]。
- 1958年：中華人民共和國國防部下令，停止炮击金门7天。國防部長彭德懷發表《告台灣同胞書》。
- 1958年：美国核潜艇“海狼”号在水下航行两个月，创当时世界纪录。
- 1961年：韓國KBS電視部創立。
- 1973年：埃及總統艾爾·沙達特下令軍隊越過蘇伊士運河攻擊色列防線，贖罪日戰爭爆發。
- 1976年：中共中央第一副主席、國務院總理华国锋下令逮捕毛澤東遺孀江青等四人帮主要成员，歷時十年的文化大革命宣告結束。
- 1979年：香港獅子山馬仔坑木屋區五級大火，許多居民在中秋節晚上無家可歸。
- 1981年：埃及總統艾爾·沙達特在首都開羅主持慶祝贖罪日戰爭閱兵典禮時，遭到刺殺身亡。
- 1990年：美国发射尤利西斯太阳探测器。
- 1993年：巴勒斯坦领导人阿拉法特与以色列总理拉宾在开罗举行正式会谈。
- 1995年：瑞士天文学家在《自然》杂志公布发现了飛馬座51的行星，这是被发现的首颗太阳系以外的行星。
- 1998年：美國太空總署發佈衛星照片顯示南极上空臭氧層洞不斷擴大。
- 1999年：犯下白案以及多起刑事案件的陳進興在台北被執行死刑。

### 21世紀
- 2010年：社群應用軟體Instagram成立。
- 2012年：美海军最新的阿利·伯克級驅逐艦DDG-112服役。
- 2013年：第六届东亚运动会开幕。
- 2018年：美國紐約州斯科哈里縣一部2001年款福特Excursion長房車失控衝入一個停車場，造成二十人死亡。[2]
- 2020年：吉爾吉斯斯坦首都比什凱克爆發大規模示威，示威者占領了中央機關所在的白宮且成功迫使總理庫巴特貝克·博羅諾夫和最高議會議長達斯坦·茹馬別科夫（英语：Dastan Jumabekov）辭職下台，亦釋放了前總統阿爾馬茲別克·阿坦巴耶夫和薩德爾·扎帕羅夫等反對派成員[3]。
- 2022年：泰國東北部農磨蘭普府農磨蘭普的一所託兒所發生大規模槍擊事件，造成38人死亡。

## 出生
- 1289年：瓦茨拉夫三世，匈牙利國王、波希米亞國王、波蘭國王。（1306年逝世）
- 1459年：马丁·倍海姆，德國宇宙學家、天文學家、地理學家、探險家、世界現存最早地球儀設計製作者。（1507年逝世）
- 1552年：利瑪窦，意大利耶稣会传教士、學者（1610年逝世）
- 1744年：詹姆士·麦基尔，蘇格蘭裔加拿大商人、慈善家、麥吉爾大學永久名譽校長。（1813年逝世）
- 1767年：亨利·克里斯托夫，海地革命將領、海地共和國總統、「海地國」國王。（1820年逝世）
- 1773年：路易-菲利普一世，法蘭西國王。（1850年逝世）
- 1820年：珍妮·林德，瑞典女高音歌唱家，有「瑞典夜鶯」之稱。（1887年逝世）
- 1831年：理查德·戴德金，德國數學家。（1916年逝世）
- 1846年：乔治·威斯汀豪斯，美國實業家、發明家，西屋公司創始人。（1914年逝世）
- 1866年：范信達，加拿大發明家，發明電台廣播並首次播送第一套遠距電台節目。（1932年逝世）
- 1882年：卡罗尔·席曼诺夫斯基，波蘭作曲家、鋼琴演奏家。（1937年逝世）
- 1887年：，瑞士建筑師（1965年逝世）
- 1888年：羅蘭·加洛斯，法國民族英雄（1918年逝世）
- 1888年：C·C·利特爾，美國遺傳學家（1971年逝世）
- 1893年：梅格納德·薩哈，印度天體物理學家。（1956年逝世）
- 1903年：歐内斯特·沃爾顿，英國物理學家，1951年諾貝爾物理學獎得主。（1995年逝世）
- 1905年：海倫·威爾斯·穆迪，美國女子網球運動員，19次網球大滿貫冠軍，被認為是史上最偉大的女子網球運動員之一。（1998年逝世）
- 1906年：徐敬直，中國、香港建築師（1983年逝世）
- 1908年：卡洛尔·隆巴德，美國女演員，擅喜劇角色，被列美國電影學會評選25位百年最偉大女演員第23位。（1942年逝世）
- 1910年：芭芭拉·卡素爾，英國政治人物。（2002年逝世）
- 1914年：托爾·海爾达爾，挪威人類學家、海洋生物學家、探險家。（2002年逝世）
- 1916年：蔣緯國，中華民國陸軍二級上將，蔣中正養子。（1997年逝世）
- 1918年：吳庆瑞，新加坡副總理，政壇元老、開國元勳之一。（2010年逝世）
- 1921年：葉夫根尼·蘭迪斯，蘇聯數學家（1997年逝世）
- 1927年：張榮發，台灣企業家，長榮集團創辦人。（2016年逝世）
- 1927年：保羅·巴杜拉-斯科達，奧地利鋼琴家。（2019年逝世）
- 1923年：幡谷祐一，日本企業家。（2018年逝世）
- 1923年：郭鶴年，馬來西亞企業家。
- 1929年：胡启立，中国政治家，中国共产党第十三届中央政治局常委，曾任中国共产党中央书记处第一书记。
- 1930年：哈菲兹·阿萨德，阿拉伯叙利亚共和國總統。（2000年逝世）
- 1930年：佐藤忠男，日本電影評論、教育評論家（2022年逝世）
- 1931年：尼古拉·切爾尼赫，俄國天文學家（2004年逝世）
- 1931年：里卡爾多·賈科尼，意大利裔美國天文學家，2002年諾貝爾物理学獎得主（2018年逝世）
- 1931年：迈克尔·哈迪·博伊斯，紐西蘭法官、政治人物，第17任紐西蘭總督（2023年逝世）
- 1936年：罗伯特·朗兰兹，加拿大數學家
- 1937年：夏萍，香港演員（2019年逝世）
- 1940年：約翰·沃諾克，美國計算機科學家，Adobe聯合創始人（2023年逝世）
- 1952年：俞宗怡，香港政府官員
- 1954年：朱高正，臺灣政治人物，中華社會民主黨創始人（2021年逝世）
- 1954年：約翰·R·麥克尼爾，美國環境史學家、作家
- 1955年：阿都干尼·巴代，前任馬来西亞总检察長
- 1955年：王沪宁，中國政治學家、政治人物，現任中國共產黨中央政治局常委
- 1956年：艾哈邁德·哈沙尼，突尼西亞政治人物，現任突尼西亞總理
- 1959年：賴清德，台灣政治人物，現任中華民國總統
- 1961年：田啟文，香港男演員
- 1962年：大衛·貝克，美國生物化學家、計算生物學家
- 1963年：伊麗莎白·蘇，美國演員
- 1964年：鄭浩南，香港演員
- 1964年：岩崎良明，日本動畫導演、演出家
- 1965年：史蒂夫·斯卡利斯，美國政治人物，現任美國眾議院多數黨領袖
- 1967年：曹國輝，新加坡演員、主持人
- 1971年：川田紳司，日本男性聲優
- 1972年：柳時元，韓國演員、歌手
- 1973年：梁子穎，香港政治人物、教師
- 1973年：，英國演員
- 1975年：陳子強，台灣男演員
- 1976年：徐熙媛，台灣女演員、主持人（2025年逝世）
- 1977年：泰勇氣，日本男性聲優
- 1978年：高國慶，台灣職業棒球教練
- 1978年：章艷，中國電視節目主持人
- 1979年：莎莉·巴亞特，伊朗女演員
- 1981年：蘇樺偉，香港男子田徑傷健運動員
- 1982年：努兒·賓特·亞森，約旦公主
- 1982年：列馮·阿羅尼揚，亞美尼亞西洋棋特級大師
- 1984年：瑪德莲娜·弗莱克維亞，波蘭模特兒
- 1984年：張翰，中國歌手、演員
- 1986年：劉亞仁，韓國男演員
- 1986年：奧莉薇·瑟爾比，美國女演員
- 1988年：堀北真希，日本女演員
- 1988年：KSHMR，印度裔美國DJ、電子舞曲製作人
- 1990年：韓善伙，韓國女子偶像團體Secret成員
- 1993年：林千聿，藝名龍龍LungLung，臺灣的單口喜劇演員及YouTuber。
- 1994年：李周憲，韓國男子偶像團體MONSTA X成員
- 1994年：吳卓源，華裔澳籍女歌手
- 1995年：江亨南，中國男子田徑運動員
- 1995年：敖瑞鵬，中國男演員
- 1996年：维多利亚·罗什奇娜，烏克蘭記者（2024年逝世）
- 1997年：村林一輝，日本職業棒球運動員
- 1997年：，法國職業足球運動員
- 1998年：安琪拉·卡里尼，義大利女子拳擊運動員
- 2000年：金秀璟，韓國女子偶像團體Weki Meki成員
- 2000年：愛蒂森·芮，美國社交媒體紅人
- 2001年：紀欣伶，臺灣女演員
- 2001年：本田仁美，日本女子偶像團體AKB48、韓國女子偶像團體IZ*ONE成員
- 2002年：喬納森·庫明加，剛果職業籃球運動員
- 2004年：Hanni，韓國女子偶像團體NewJeans成員
- 2004年：布朗尼·詹姆斯，美國職業籃球運動員
- 生年不詳：田中千惠美，日本女性聲優

## 逝世
- 23年：王莽，新朝皇帝。（前45年出生）
- 775年：阿布·加法爾·阿卜杜拉·曼蘇爾·本·穆罕默德，阿拔斯帝國哈里發。（714年出生）
- 1014年：保加利亞的薩繆爾，保加利亞沙皇。（生年不詳）
- 1349年：胡安娜二世，納瓦拉女王。（1312年出生）
- 1563年：順懷世子李暊，朝鮮國王世子。（1551年出生）
- 1777年：瑪麗-泰蕾茲·羅代·若弗蘭，法國沙龍主辦人。（1699年出生）
- 1825年：貝爾納·熱爾曼·德·拉塞佩德，法國博物學家。（1756年出生）
- 1872年：喬治·波洛克，英國陸軍軍官。（1786年出生）
- 1872年：詹姆斯·湯普森，美國測量員，曾繪製芝加哥首份地籍圖。（1789年出生）
- 1912年：奥古斯特·贝尔纳特，比利時政治人物，1909年諾貝爾和平獎得主。（1829年出生）
- 1954年：埃米爾·馬勒，法國美術史學家。（1862年出生）
- 1959年：巴爾塔薩·范德波爾，荷蘭物理學家。（1889年出生）
- 1968年：菲利斯·尼科爾森，英國數學家、物理學家。（1917年出生）
- 1970年：幸內純一，日本漫畫家、動畫製作者。（1886年出生）
- 1981年：穆罕默德·艾爾·沙達特，埃及政治人物，第3任埃及总统，1978年諾貝爾和平獎得主。（1918年出生）
- 1981年：張寶玉，中國航空技術專家。（1937年出生）
- 1999年：亞美莉亞·羅德里奎，葡萄牙女歌手。（1920年出生）
- 1999年：陳進興，涉及白案及多項刑事案件，在土城看守所執行槍決。（1958年出生）
- 2018年：蒙特賽拉特·卡芭葉，加泰罗尼亚籍歌劇女高音演唱家[4]。（1933年出生）
- 2019年：金格·貝克，英國鼓手、歌手。（1939年出生）
- 2020年：松本泉，日本漫畫家。（1958年出生）
- 2022年：莎拉·李，美國電視名人、職業摔角選手。（1992年出生）
- 2024年：約翰·內斯肯斯，荷蘭職業足球運動員。（1951年出生）

## 节假日和习俗
- 埃及：軍人節
- 斯里蘭卡：教師節
- ：哀悼日
- 美国：德裔美國人日（英语：German-American Day）